# La voglia di vincere
(Vittorio Sindoni.)
La voglia di vincere è una miniserie televisiva drammatica prodotta in Italia nel 1987, diretta da Vittorio Sindoni e con protagonisti Gianni Morandi, Catherine Spaak e Milly Carlucci.
Questa serie, produzione Tangram film per Rai 1, ambientata sulle strade del Campionato del mondo rally, in piena epoca delle vetture di Gruppo B, narra drammi e amori di un campione di rally. Sulla scia del successo dei precedenti sceneggiati Voglia di volare (1984) e Voglia di cantare (1985), la Rai decise di commissionare un nuovo sceneggiato interpretato da Morandi, il secondo con la regia di Sindoni.
Visto il periodo in cui fu prodotta e visto il tema sportivo che trattava, la serie – costata circa 3 miliardi di lire – raccolse un buon successo di pubblico, aggiudicandosi il Telegatto 1987 come "Miglior film TV italiano". Ancora oggi, seppur ormai introvabile, è richiesta dagli appassionati.

## Trama
La storia narra un triangolo amoroso, quello tra Marco Besson, pilota di rally interpretato da Gianni Morandi, la moglie Lisa (Catherine Spaak) e l'amante Fabrizia (Milly Carlucci), una giornalista sportiva. Quella di Marco e Lisa è una famiglia felice, con due bambini. Tuttavia, Lisa vive, come molte mogli di piloti, con il timore che a Marco possa accadere un incidente e nella frustrazione di sentirsi al secondo posto della sua vita. Prima di tutto le corse, e quella voglia di vincere che Besson si troverà presto a dividere con suo fratello Stefano (Frédéric Andréi), molto più giovane di lui. Stefano lascia la famiglia al paese e arriva in casa del fratello, trova lavoro, prima come meccanico, poi come pilota, e la rivalità inizia. Nel frattempo, le cose tra Marco e Lisa vanno male: lei si sente sempre più sola, e a ragione dato che Marco si è innamorato di Fabrizia. Poi Stefano si innamorerà di Lisa, lei lascerà Marco portandosi via i bambini; Marco continuerà a combattere contro suo fratello nelle gare di tutto il mondo, avrà un incidente, lascerà Fabrizia, tornerà con Lisa, ma la storia è destinata a finire in un modo assai amaro, Lisa infatti avrà a sua volta un incidente che però le sarà fatale.

## Produzione

### Backstage
Le immagini in azione, delle Lancia Delta S4 dei protagonisti ma anche quelle degli avversari, sono state girate realmente durante le gare del Campionato del mondo rally, dagli operatori della Belle Epoque Film di Padova, che realizzava anche i filmati ufficiali della Squadra Corse Lancia e del Gruppo Fiat.